# Степок (Барвінківська міська громада)
Степо́к —  село в Україні, у Барвінківській міській громаді Ізюмського району Харківської області. Населення становить 170 осіб. До 2020 орган місцевого самоврядування — Грушуваська сільська рада.

## Географія
Село Степок знаходиться за 1,5 км від каналу Дніпро-Донбас, в тому місці де для нього використовується русло річки Берека, за 1,5 км знаходиться село Червоній Лиман, за 3 км село Грушуваха. Поруч проходить автомобільна дорога Р79. Частина села раніше називалася Корбівка.

## Історія
12 червня 2020 року, відповідно до Розпорядження Кабінету Міністрів України  № 725-р «Про визначення адміністративних центрів та затвердження територій територіальних громад Харківської області», увійшло до складу Барвінківської міської територіальної громади.
19 липня 2020 року, в результаті адміністративно-територіальної реформи та ліквідації Барвінківського району, село увійшло до складу Ізюмського району.

## Населення

### Мова
Розподіл населення за рідною мовою за даними перепису 2001 року:
| Мова            | Кількість | Відсоток |
| --------------- | --------- | -------- |
| українська      | 148       | 87.06%   |
| російська       | 10        | 5.88%    |
| білоруська      | 2         | 1.18%    |
| інші/не вказали | 10        | 5.88%    |
| Усього          | 170       | 100%     |

## Економіка
В селі є молочно-товарна ферма.